# János Nepomuk Károly liechtensteini herceg
János Nepomuk Károly (Johann Nepomuk Karl Borromäus Josef Franz de Paula von und zu Liechtenstein; 1724. július 6. – 1748. december 22.) Liechtenstein hercege 1745 és 1748 között. 

## Élete
János Nepomuk Károly 1724. július 6-án született József János Ádám liechtensteini herceg és második felesége, Maria Anna Katharina von Oettingen-Spielberg negyedik gyermekeként. Ő volt apja egyetlen fia, aki megérte a felnőttkort. Apja 1732-ben meghalt és címeit a nyolcéves János Nepomuk Károly örökölte. A kiskorú herceg nevelését és a hercegség ügyeinek intézését unokabátyja, József Vencel vállalta magára. Bár igyekezett gondosan nevelni és amikor párizsi követté nevezték ki, gyámfiát is magával vitte, a fiatal herceg inkább excentrikusságával és a gazdasági ügyekhez való érdektelenségével tűnt ki.
1745-ben János Nepomuk Károly nagykorú lett és átvette a Liechtenstein-ház vezetését. Nyilvánvaló alkalmatlansága ellenére kinevezték magyar és cseh királyi kamarásnak. Három évvel később, 1748. december 22-én, mindössze 24 évesen halt meg.

## Családja
János Nepomuk Károly 1744-ben feleségül vette rokonát, Maria Josepha von Harrach-Rohrau grófnőt. Három gyermekük született:
- Maria Anna (1745 – 1752)
- Josef Johannes Nepomuk Xaver Gotthard Adam Franz de Paula Friedrich (1747. május 5. – 1747. május 20.)
- Maria Antonia Josepha Theresia Walburga (1749 – 1813) feleségül ment Wenzel Paar herceghez

## Fordítás
- Ez a szócikk részben vagy egészben  a   Johann Nepomuk Karl, Prince of Liechtenstein című angol Wikipédia-szócikk ezen változatának fordításán alapul.  Az eredeti cikk szerkesztőit annak laptörténete sorolja fel. Ez a jelzés csupán a megfogalmazás eredetét és a szerzői jogokat jelzi, nem szolgál a cikkben szereplő információk forrásmegjelöléseként.